# Równanie różniczkowe
Równanie różniczkowe – równanie określające zależność pomiędzy nieznaną funkcją a jej pochodnymi.
Równania różniczkowe można podzielić na:
- równania różniczkowe zwyczajne – w których szukamy funkcji jednej zmiennej,
- równania różniczkowe cząstkowe – w których szukamy funkcji wielu zmiennych.

## Przykład
Rozwiązanie zwyczajnego równania różniczkowego polega na znalezieniu takiej funkcji {\displaystyle y(x),} która spełnia to równanie. Np. równanie różniczkowe
{\displaystyle y''+y=0,}
gdzie {\displaystyle y''} oznacza drugą pochodną {\displaystyle y} względem {\displaystyle x,} ma ogólne rozwiązanie w postaci
{\displaystyle y=A\cos {x}+B\sin {x};}
{\displaystyle A} i {\displaystyle B} - stałe, które wyznacza się na podstawie warunków początkowych lub warunków brzegowych.

## Metody rozwiązywania równań różniczkowych
Istnieją metody analityczne rozwiązywania równań różniczkowych pewnych szczególnych typów. Jednak wiele równań różniczkowych nie ma rozwiązań, które dałyby się wyrazić w postaci jawnej. W praktyce często ważniejszą informacją od samej postaci rozwiązania jest informacja o jego istnieniu (gdyż nie każde równanie różniczkowe musi je mieć). 
W przypadku równań różniczkowych, o których wiadomo, że mają rozwiązanie, w zastosowaniach wystarczające jest znalezienie rozwiązania przybliżonego, np. stosując metodę aproksymacji. Efektywnego sposobu rozwiązań równań różniczkowych dostarczają metody numeryczne, np. metoda Rungego-Kutty.
Obecnie prowadzi się wiele badań nad kolejnymi schematami rozwiązywania równań różniczkowych, gdyż mają one wiele zastosowań praktycznych. Na wielu uniwersytetach są specjalne katedry równań różniczkowych zajmujące się praktycznie tylko szukaniem rozwiązań kolejnych przełomowych równań.

## Oprogramowanie
Dostępne jest oprogramowanie, za pomocą którego można znajdować rozwiązania równań różniczkowych:
Płatne:
- Mathematica, aplikacja początkowo przeznaczona do obliczeń symbolicznych.
- Maple[2], aplikacja do obliczeń symbolicznych.
- MATLAB, aplikacje obliczeniowe (skrót od słów MATrix LABoratory).

Bezpłatne:
- Maxima, system algebry komputerowej.
- SageMath.[3]
- SymPy - biblioteka Pythona o otwartym kodzie źródłowym do obliczeń symbolicznych.
- Xcas[4]

## Przykłady równań różniczkowych w matematyce i fizyce
Matematyka:
- równanie Laplace’a opisujące harmoniki
- równanie Poissona

- równania Cauchy’ego-Riemanna w analizie zespolonej

Mechanika klasyczna:
- równania I i II zasady dynamiki Newtona
- równania Hamiltona

Teoria fal:
- równanie falowe
- równania Maxwella

Fizyka jądrowa:
- równanie rozpadu promieniotwórczego

Mechanika płynów:
- równanie Naviera-Stokesa
- równanie Poissona-Boltzmanna

Termodynamika:
- równanie przewodnictwa cieplnego
- równanie konwekcji swobodnej

Teoria grawitacji:
- równania Einsteina Ogólnej Teorii Względności
- równania Einsteina-Infelda-Hoffmanna

Mechanika kwantowa:
- równanie Schrödingera
- równanie Pauliego
- równanie Diraca